# Мензель-Бузельфа
Мензель-Бузельфа (араб. منزل بوزلفة) — місто в Тунісі. Входить до складу вілаєту Набуль. Станом на 2004 рік тут проживало 15 670 осіб.